# アトランチコスル造船所
アトランチコスル造船所（アトランチコスルぞうせんじょ）は、ブラジル、ペルナンブーコ州レシフェに工場を有する造船所。ブラジル地場の大手ゼネコンであるカマルゴコヘイア傘下。

## 2010年代の日本企業の出資、撤退
ブラジル沖合の海底油田開発がペトロブラスの手により活発になると大型海洋構造物の需要が増し、ブラジルで当時唯一稼働していた造船所であるアトランチコスル造船所にも、大型タンカーやドリルシップの受注が舞い込んだ。ペトロブラスとアトランチコスル造船所は、海洋構造物建造のノウハウを有する日本企業に接触。2013年6月、IHI、日揮、ジャパンマリンユナイテッドが目的会社を設立、同社を通じてアトランチコスル造船所に出資、技術面や経営面を含めて支援することとなった。IHIにとってブラジルにおけるビジネスは、1959年に前身の石川島重工（社長:土光敏夫）がブラジル造船所（イシプラス造船所）に出資した以来の大型案件となり注目を浴びた。
しかし2014年以降、国際的な原油価格が低下して海底油田の採算性が悪化するとともに、ペトロブラスに大型汚職事件が浮上。ペトロブラス向け構造物の費用回収が不可能になった。IHIなどは特別損失を計上して穴埋めを行ったが、長期的に資源安の状況が続きアトランチコスル造船所の業績回復が見込めないと判断。2016年3月15日に現地の建設会社2社に造船所の持ち分33%を譲渡して撤退を決めた。